# Quinault (fleuve)
Pour les articles homonymes, voir Quinault.
Le Quinault (anglais : Quinault River) est un cours d'eau s'écoulant dans l'État de Washington au nord-ouest des États-Unis, et ayant son embouchure dans l'Océan Pacifique, près de Taholah.

## Géographie
D'environ 110,7 km de long, le fleuve Quinault s'écoule sur la péninsule Olympique. Sa source est située dans les montagnes Olympiques. Il s'écoule sur une bonne partie de son trajet en direction du sud-ouest à l'intérieur du parc national Olympique avant de rejoindre le lac Quinault tout en entrant dans la réserve amérindienne de la tribu Quinault. À la sortie du lac, le cours d'eau continue sa course vers le sud-ouest et se jette finalement dans l'océan Pacifique au niveau de la localité de Taholah.

### Bassin versant
Son bassin versant est de 487 km2 de superficie.

## Affluent
North Fork Quinault River (rg.

## Hydrologie
Son régime hydrologique est dit pluvial océanique.